# Mount Faber
Mount Faber is een heuvel in Singapore. De heuvel ligt in het zuiden van het hoofdeiland, Pulau Ujong. Met een hoogte van 105 meter biedt de heuvel een panorama op de steeds toenemende hoogbouw in de Centrale Regio van de stadstaat Singapore en op de haven van Singapore. Om die reden is de heuvel een toeristische trekpleister. De heuvel ligt in de wijk Bukit Merah en bereikbaar via een wandelpad vanuit het metrostation HarbourFront. Op de heuvel is een station van de Singapore Cable Car, een gondelbaan die ook verbindt met het kleinere eiland Sentosa. De heuvel is genoemd naar kapitein Charles Edward Faber, een Brits ingenieur van de Britse Genie van Madras actief in Singapore in 1844-1845 voor de aanleg van een weg naar de top van de heuvel en de aanleg van een signaalmast.